# Henri II. de Lorraine, duc de Guise

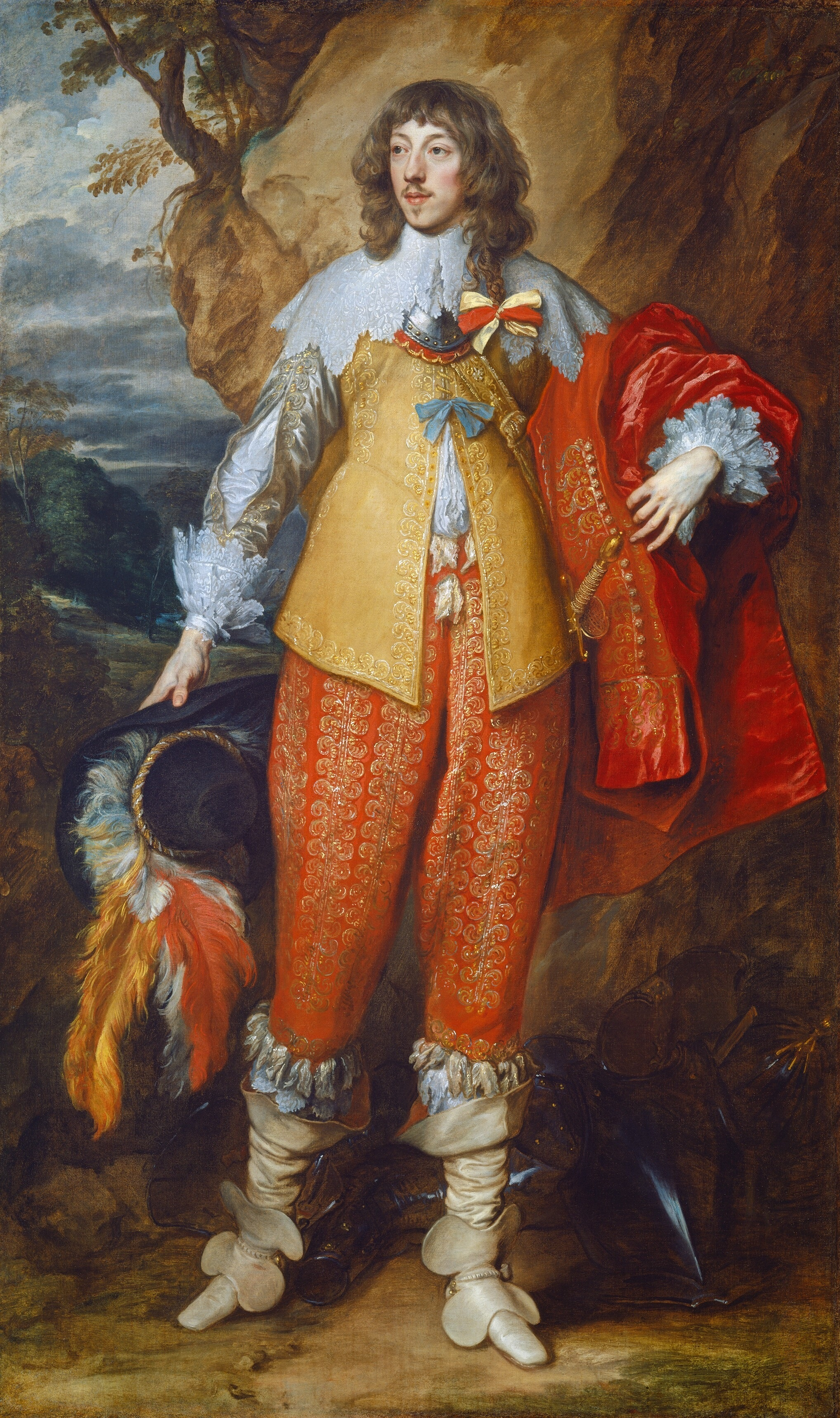
Henri II. de Lorraine, Porträt von Anthonis van Dyck, 1634

Henri II. de Lorraine (* 4. April 1614 in Blois; † 2. Juni 1664 Paris) war von 1629 bis 1641 Erzbischof von Reims und ab 1640 bis zu seinem Tod fünfter Herzog von Guise, dessen Rang mit einer Pairschaft verbunden war. Zusätzlich trug er die Titel eines Fürsten von Joinville sowie Graf von Eu und bekleidete ab 1655 unter dem französischen König Ludwig XIV. das Amt des Großkammerherrn von Frankreich.

## Leben

### Kirchliche Laufbahn
Henri II. de Lorraine kam als vierter Sohn von Charles de Lorraine, Herzog von Guise, aus dem Hause Guise, einer jüngeren Linie des Hauses Vaudémont, der seit 1483 regierenden Herzöge von Lothringen, und dessen Frau Henriette Catherine de Joyeuse in Blois zur Welt. Schon im Babyalter hatten seine Eltern für ihn eine kirchliche Laufbahn vorgesehen, und so wurde er 1615 im Alter von gerade einmal einem Jahr zum Kommendatarabt von Mont-Saint-Michel ernannt, allerdings gegen den anfänglichen Widerstand des Papstes Paul V. Im selben Jahr wurde er zudem auch Kommendantarabt von Saint-Martin in Pontoise und der Abtei Fécamp. Nach dem Tod seines Onkels Louis III. de Lorraine-Guise im Jahr 1621 folgte er ihm als Abt von sechs Klöstern, darunter Saint-Remi in Reims, Corbie und im Oktober 1622 Saint-Denis in Paris. Im Mai 1626 kam unter anderem die Abtei Saint-Nicaise hinzu. Im Alter von neun Jahren war er bereits Abt von zwölf Klöstern, mit 14 Jahren besaß er ein Einkommen von 100.000 Livres aus seinen Pfründen. Obwohl nie dem geistlichen Stand beigetreten, wurde er mit 15 Jahren im Mai 1629 zum Erzbischof von Reims ernannt und konnte durch seine zahlreichen Kirchenämter auf ein Einkommen von 400.000 Livres zurückgreifen.
Während seiner Amtszeit förderte er die Gründung zahlreicher Klöster und Ordensniederlassungen in seinem Bistum. Auf Bitte der Königin Anna von Österreich genehmigte Henri die Ansiedelung von Karmeliten in Reims, ehe er im Juli 1634 die Erlaubnis zur Gründung eines Annuntiatinnenklosters in Mézières gab und im Oktober 1638 in Réthel eine Ordensniederlassung der Kongregation von Notre-Dame genehmigte. Zudem förderte er Charles und Claude Dorigny, die 1631 in Reims ein Hospital gründeten. In Saint-Denis führte er 1633 die reformierte Kongregation der Mauriner ein.

### Herzog von Guise
Trotz seiner Erziehung, die ihn von Kindesbeinen an auf eine kirchliche Karriere vorbereitete, und seiner zahlreichen religiösen Ämter, ließ Henri de Lorraine keinen Zweifel daran, dass ihm seine Kirchenkarriere verhasst war. Der frühe Tod seines älteren Bruders Francois 1639 und der seines Vaters nur ein Jahr später, machten ihn zum fünften Herzog von Guise und erlaubten ihm, 1641 von all seinen ungeliebten Ämtern zurückzutreten. Gutaussehend, ritterlich, charmant und abenteuerlustig wie der Herzog war, machten seine zahlreichen Galanterien am Königshof alsbald von sich reden. Madame de Motteville beschrieb ihn in ihren Memoiren als das „wahrhaftige Abbild unserer alten Helden“ („véritable portrait de nos anciens paladins“) Henri wollte schon seit geraumer Zeit Anna Gonzaga, Tochter von Carlo I., Herzog von Mantua, heiraten und hatte ihr bereits am 29. Juni 1636 ein schriftliches Eheversprechen gegeben, weshalb sie sich seitdem selbst „Madame de Guise“ nannte. Aber der mächtige erste Minister Richelieu war gegen die Verbindung und durchkreuzte Henris Pläne, weshalb er sich damit den Herzog zum Feind machte. Henri opponierte gemeinsam mit anderen Adeligen wie zum Beispiel Louis de Bourbon, comte de Soissons und Frédéric-Maurice de La Tour d’Auvergne gegen Richelieus absolutistische Politik und musste deshalb aus Frankreich nach Köln fliehen. Im Juli 1641 kämpfte er in der Schlacht von La Marfée und ging anschließend ins flandriche Brüssel, wo er zum kommandierenden General der kaiserlichen Truppen gegen Frankreich ernannt wurde. Dort machte er auf einem Empfang bei seiner ebenfalls aus Frankreich geflohenen Tante Marie de Rohan-Montbazon, der Herzogin von Chevreuse, die Bekanntschaft Honorine de Glymes' (auch Honorée de Glymes oder Honorée de Berghes genannt), Witwe von Albert Maximilien de Hénin, Graf von Boussu, und heiratete sie am 11. November 1641, ohne zuvor das Einverständnis seiner Mutter einzuholen. Zuvor war er in Abwesenheit am 6. September vom Parlement de Paris der Majetätsbeleidigung für schuldig befunden und zum Tode verurteilt worden. Seine Exekution wurde stellvertretend an einem gemalten Bildnis Henris auf dem Place de Grève am 11. September vorgenommen.
Die Zeit in Brüssel finanzierte der Herzog durch das Vermögen seiner Frau. Als er nach dem Tod Richelieus und Ludwigs XIII. am 25. Juli 1643 durch Anna von Österreich begnadigt wurde, hatte er 5.000 Écu durchgebracht und war seiner Frau bereits überdrüssig. Er kehrte im August 1643 nach Frankreich zurück, wo ihm seine bei der Verurteilung konfiszierten Besitzungen wieder zurückgegeben wurden. In den Jahren 1644 und 1645 nahm Henri an den königlichen Kriegszügen teil, indem er den Herzog von Orléans bei dessen militärischen Unternehmungen begleitete. So nahm er zum Beispiel an der Belagerung von Gravelines teil. Als er 1645 nach Paris zurückgekehrt war, nahm er wieder am galanten, aber auch intriganten Hofleben teil und galt als einer der Vertrauten von  Marie d’Avaugour, Herzogin von Montbazon. Diese intrigierte gegen Anne Geneviève de Bourbon-Condé, die Herzogin von Longueville, und unterstellte ihr eine Affäre mit Maurice de Coligny, einem Enkel des berühmten Admirals Gaspard de Coligny. Nachdem die Intrige aufgedeckt worden war, wurde sie des Hofes verwiesen und auf ihre Ländereien verbannt. Coligny forderte Henri am 12. Dezember 1643 zum Duell auf dem Place Royale (heute Place des Vosges), weil der Herzog von Guise ebenfalls in die Intrige verstrickt gewesen war. Henri besiegte Coligny und festigte so seinen Ruf als Glücksritter. Während dieser Zeit verliebte er sich auch in eine Ehrendame der Königin, Suzanne de Pons, kurz Mademoiselle de Pons genannt, und plante, sie zu heiraten. Am Hof „sprach man von seinen Heiratsplänen, als sei er nicht schon verheiratet gewesen“ („[…] parloit de ce mariage aussi bien que s'il n'eut point été marié“). Da dies aber nicht der Realität entsprach, wandte sich Henri II. an die Römische Rota, um die Auflösung seiner Ehe zu erreichen. Da eine Entscheidung in seinem Sinne aber zu lange auf sich warten ließ, reiste der Herzog selbst nach Rom, um die Sache zu beschleunigen; jedoch vergebens.
Während seines Aufenthalts in Rom baten ihn im Juli 1647 aufständische Neapolitaner, die unter Führung von Tommaso Masaniello gegen die spanische Regierung, namentlich den spanischen Vizekönig Rodrigo Ponce de León, Herzog von Arcos, aufbegehrten, um Hilfe. Henri II. griff unterstützt vom französischen Königshof in diesen Konflikt ein und bezog sich dabei auf alte Guise-Ansprüche auf das Königreich, denn eine Vorfahrin, Isabelle de Lorraine, hatte 1420 René d’Anjou, König von Neapel, geheiratet. Es gelang ihm im November 1647, die vom spanischen König Philipp IV. gegen die Aufständischen geschickten Truppen unter Führung Don Juan de Austrias zu besiegen, woraufhin die „Republik Neapel“ ausgerufen und Henri zum Oberbefehlshaber ihrer Truppen ernannt wurde. In der Nachfolgezeit verscherzte er sich aber die ihm anfänglich entgegengebrachten Sympathien, sodass die Stimmen seiner politischen, spanienfreundlichen Gegner immer lauter wurden. Schlussendlich nutzte der Neapolitaner Gennaro Annese die Abwesenheit Henris, der Neapel verlassen hatte, um die Insel Nisida einzunehmen, und öffnete den spanischen Truppen die Tore der Stadt. Henris Versuche, Neapel wieder unter seine Kontrolle zu bringen, scheiterten. Anstatt dessen wurde er am 6. April 1648 von den Spaniern gefangen genommen und nach Segovia gebracht.
Dort verbrachte er die nächsten vier Jahre in Gefangenschaft und kam erst am 3. Juli 1652 durch Intervention von Louis II. de Bourbon, prince de Condé, der sich zu jener Zeit als General des mit Frankreich verfeindeten spanischen Königs verdingte, frei. Condé hatte die Hoffnung, dass die Freilassung Henris Unruhe am französischen Hof auslösen und somit die Stellung Frankreichs gegenüber Spanien schwächen könnte. Zudem hatte sich der Herzog schriftlich dazu verpflichten müssen, zukünftig die spanischen Ansprüche auf das Königreich Neapel anzuerkennen und nie wieder dessen Boden zu betreten. Die ersten Tage des Augusts 1652 hielt er sich in Bordeaux auf und kündigte an, sich der Fronde anschließen und Richelieus Nachfolger Mazarin bekämpfen zu wollen. Dieses Vorhaben gab er jedoch schnell wieder auf und begab sich zwei Monate später zurück nach Paris, wo er gemeinsam mit Ludwig XIV. am 21. Oktober eintraf. Dort musste er feststellen, dass sich seine angebetete Mademoiselle de Pons derweil einem neuen Galan zugewandt hatte, der kein anderer war als sein eigener Stallmeister Germain Texier, baron de Malicorne. Die Fürsprache Condés bezüglich seiner Freilassung dankte Henri II. ihm nicht, sondern unterstützte den Beschluss des Pariser Parlements, der Condé und seine gesamte Familie des Hochverrats und der Majestätsbeleidigung für schuldig befand.
Im Oktober 1654 versuchte der Herzog von Guise entgegen seinem Versprechen, das Königreich Neapel von Spanien zurückzuerobern. Dazu war er am 18. Mai 1654 zum Lieutenant général der entsprechenden französischen Truppen ernannt worden. Seine Reise begann, unterstützt durch eine französische Flotte, im provenzalischen Toulon. In Italien gelang es ihm zwar, am 15. Oktober die Stadt Castellammare und deren stark befestigte Burg einzunehmen, doch wurde er mangels Unterstützung von französischer Seite durch spanische Truppen wieder vertrieben und musste erfolglos nach Frankreich zurückkehren. Dort wurde er als Nachfolger seines jüngeren, im September 1654 verstorbenen Bruders Louis, Herzog von Joyeuse, im Jahr 1655 zum Großkammerherrn von Frankreich ernannt, eine Position, die dem Schöngeist und seinen Neigungen für pompöse Feste, Amusements und Überfluss sehr entgegenkam. Sein luxuriöser Lebensstil kam zum Beispiel darin zum Ausdruck, dass in seinem Haushalt 36 Pagen angestellt waren und zwölf Mauren zu seiner Unterhaltung und Zerstreuung lebten. Henri II. de Lorraine starb im Alter von 50 Jahren am 2. Juni 1664 in Paris ohne Nachkommen und wurde am 26. des gleichen Monats in der Kollegiatkirche von Joinville begraben. Seine sterblichen Überreste wurden während der französischen Revolution im November 1792 auf den städtischen Friedhof verbracht. Als  Herzog von Guise folgte ihm sein Neffe Louis Joseph, der Sohn seines Bruders Louis, nach.

## Werke
Der Herzog verfasste seine Memoiren über die Revolte in Neapel. Sie wurden durch seinen Sekretär Saint-Yon (mit Hilfe von Philippe Goibaud-Dubois) unter dem Titel Mémoires de feu M., le duc de Guise, contenant son entreprise sur le royaume de Naples, jusqu’à sa prison erstmals 1668 in Paris als zweibändiges Werk herausgegeben. Bis zum Jahr 1703 erfuhren sie vier Neuauflagen und wurden auf Englisch, Deutsch und Italienisch übersetzt.
Henris zweites Werk über seine zweite Reise nach Neapel, das als Einzelpublikation unter dem Titel Suite des mémoires du duc de Guise, ou relation du voyage de l’armée navale de France au royaume de Naples, en 1564 erstmals 1682 in Paris erschien, war schon 1666 einmal im Recueil historique de Cologne veröffentlicht worden.

### Hauptliteratur
- René de Bouillé: Histoire des ducs de Guise. Band 4. Amyot, Paris 1850, S. 423–495 (online).
- Jean-Baptiste-Pierre Jullien de Courcelles: Dictionnaire historique et biographique des généraux français, depuis le onzième siècle jusqu’en 1820. Band 7. Bertrand, Paris 1823, S. 231–233 (online)
- Honoré Fisquet: La France pontificale (Gallia christiana), histoire chronologique et biographique des archevêques et évêques de tous les diocèses de France depuis l’établissement du christianisme jusqu’à nos jours, divisée en 17 provinces ecclésiastique. Reims. E. Repos, Paris 1864.
- Henri Forneron: Les ducs de Guise et leur époque. Étude historique sur le seizième siècle. Band 2. E. Plon et Cie., Paris 1877, S. 430–445 (online).
- Louis Lacour: Guise (Henri II de Lorraine, cinquième duc de). In: Jean Chrétien Ferdinand Hoefer (Hrsg.): Nouvelle biographie générale depuis les temps les plus reculés jusqu’à nos jours. Band 22. Firmin Didot, Paris 1843, Spalte 792–795 (online).
- Hippolyte de Laporte: Guise (Henri de Lorraine II, duc de). In: Eugène Ernest Desplaces, Joseph François Michaud, Louis Gabriel Michaud (Hrsg.) Biographie universelle, ancienne et moderne. Nouvelle Édition. Band 18. C. Desplaces, Paris 1857, S. 232–233 (online).
- Paul de Musset: Le dernier duc de Guise. Hauman, Brüssel 1839 (online).
- Hugh Noel Williams: The brood of false Lorraine. Band 2. Hutchinson, London [1918], S. 563–572 (online).

### Weiterführende Literatur
- Mémoires du duc de Guise. Band 1 und 2. In: Alexandre Petitot, Louis Jean Nicolas Monmerqué (Hrsg.): Collection des mémoires relatifs à l’histoire de France. Band 55 und 56, Foucault, Paris 1826 (Bd. 1 online, Bd. 2 online)
- Jules Loiseleur: Mazarin et le duc de Guise. In: Questions historiques de XVIIe siècle. Didier et Cie., Paris 1873 (online).
- Jules Loiseleur, Gustave Baguenault de Puchesse: L’Expédition du Duc de Guise a Naples. Lettres et instructions diplomatiques de la cour de France (1647-1648). Didier et Cie., Paris 1875 (online).
- Amédée de Pastoret: Le duc de Guise à Naples, ou Mémoires sur les révolutions de ce royaume en 1647 et 1648. Ladvocat, Paris 1825 (online).
- Gédéon Tallemant des Réaux: Les historiettes de Tallemant des Reaux. Band 4. Techener, Paris 1856, S. 334–347 (online)